# 스타니슬라프 륩신

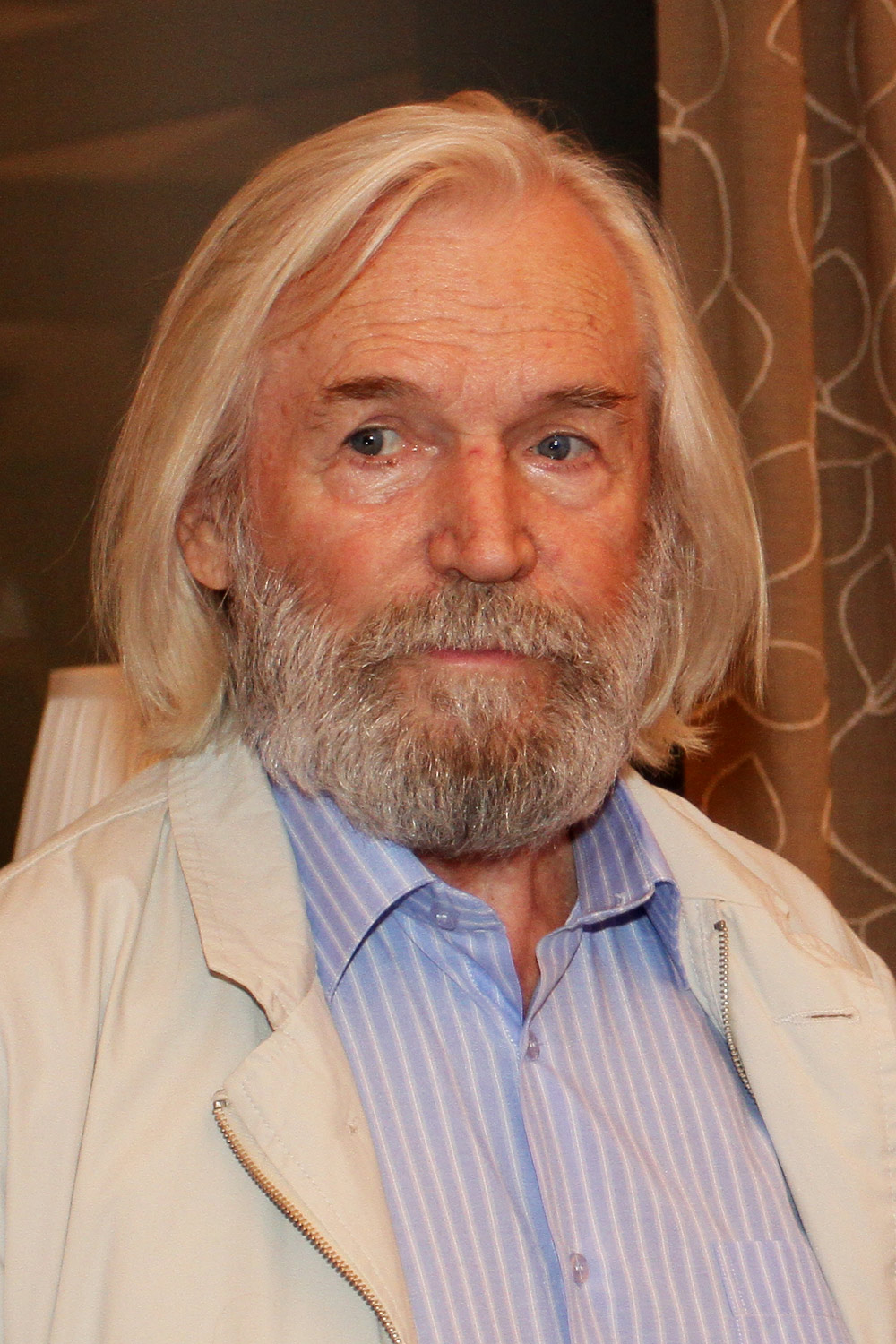

스타니슬라프 륩신(Stanislav Lyubshin, 1933년 4월 6일 ~ )은 소련의 배우, 영화 감독, 영화배우, 텔레비전 배우이다.
모스크바에서 태어났다.

## 영화
- 드래곤: 용의 신부 (2015년)
- 파리를 보고 죽다 (1992년)
- 더 블랙 몽크 (1988년)
- 방패와 칼 (1968년)
- 나는 스무살 (1964년) - 슬라바 역